# Club Bàsquet L'Hospitalet
O Club Bàsquet L'Hospitalet, também conhecida como Torrons Vicens L'Hospitalet por motivos de patrocinadores é um clube profissional de basquetebol localizado na cidade de L'Hospitalet, Espanha que atualmente disputa a Liga LEB Prata. O clube manda seus jogos como mandante no Nou Pavello del Centre com capacidade para 2.000 espectadores.

## Histórico de temporadas
| Temporada | Nível | Liga      | Pos. | V-D   | Resultado |
| --------- | ----- | --------- | ---- | ----- | --------- |
| 2012–13   | 4     | Liga EBA  | 4    | 17-11 |           |
| 2013–14   | 4     | Liga EBA  | 8    | 16-14 |           |
| 2014–15   | 4     | Liga EBA  | 5    | 11–9  |           |
| 2015–16   | 4     | Liga EBA  | 2    | 21–8  |           |
| 2016–17   | 4     | Liga EBA  | 1    | 29–2  | Promovido |
| 2017–18   | 3     | LEB Prata | 5    | 18-12 |           |

Fonte:eurobasket.com